# Nephrotoma pallida
Nephrotoma pallida är en tvåvingeart som beskrevs av Oosterbroek 1985. Nephrotoma pallida ingår i släktet Nephrotoma och familjen storharkrankar. Inga underarter finns listade i Catalogue of Life.